# Lavinia Warren
Lavinia Warren (nacida como Mercy Lavinia Warren Bump; Granja Warren, Middleborough, Massachusetts, 31 de octubre de 1841-Coney Island, Nueva York, 25 de noviembre de 1919) fue una actriz de atracciones de feria estadounidense que padecía enanismo hipofisario.

## Biografía
Nacida en el seno de una familia acomodada, era descendiente de una familia francesa apellidada Bonpasse. Sus padres, James Sullivan Bump y Huldah Pierce Warren, eran de estatura común. Tuvo dos hermanos y cuatro hermanas de estatura normal, pero su hermana menor, Minnie, era varios centímetros más pequeña que ella. A los diez años alcanzó su estatura máxima, 81 cm (32 pulgadas), su peso promedio fue de 14,5 kg (32 libras). Debido a un déficit en la hormona del crecimiento (su exceso provoca lo contrario, gigantismo), padecía de enanismo hipofisario o proporcionado, que es menos habitual que la acondroplasia o enanismo desproporcionado. Fueron muy solicitados en los espectáculos de rarezas de finales del siglo XIX y primeros años del XX, por su aspecto de personas en miniatura.
El empresario del espectáculo estadounidense Phineas Taylor Barnum la contrató en 1862 junto con su hermana Minnie. Contrajo matrimonio con el famoso y millonario general Tom Thumb (nombre artístico de Charles Sherwood Stratton), una estrella de Barnum también de diminuta y proporcionada estatura, en la iglesia Grace Church de Nueva York el 10 de febrero de 1863. Su hermana Minnie Warren fue su dama de honor y otro enano de Barnum, el Comodoro Nutt, de 76 cm, el padrino. La boda ocupó las portadas de todos los periódicos de Nueva York. Mientras que la admisión a la boda era libre, Barnum vendió boletos de recepción a $ 75 dólares por persona aplicados a los primeros cinco mil para el banquete y baile en el Metropolitan Hotel. El pequeño matrimonio Straton fue luego recibido en la Casa Blanca por el presidente Abraham Lincoln, antes de partir a una larga luna de miel por Europa y la India Británica.
Dos años después de la muerte de su marido en 1883, Lavinia se casó con el conde Primo Magri, un enano italiano de 95 cm. Apareció en la película muda The Liliputian's Courtship (1915), junto con su segundo esposo. Murió a la edad de 78 años cuando se exhibía junto con su segundo marido. Él murió un año después a los 71.
Su autobiografía, centrada sobre todo en su vida con el general Tom Thumb, fue publicada en 1906.

## Galería

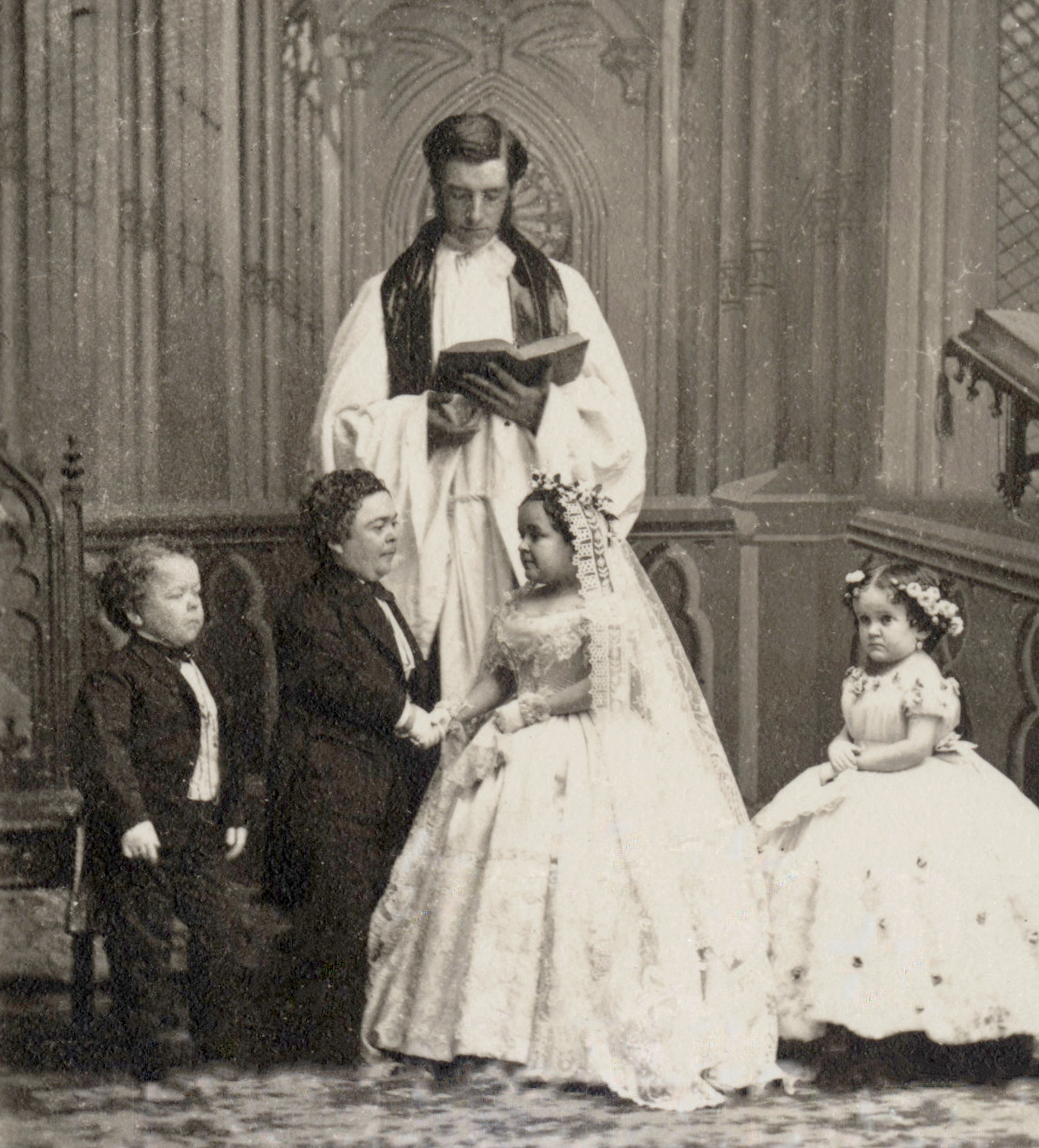
Foto de la ceremonia de boda (de izq. a der.): George Washington Morrison Nutt (1844-1881), Charles Sherwood Stratton (1838-1883), Lavinia Warren Stratton (1841-1919) y Minnie Warren (1849-1878)
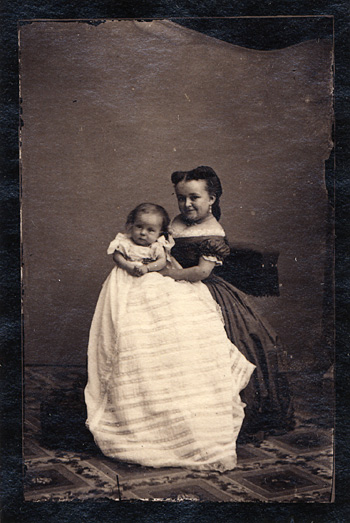
Lavinia Warren y su hijo. Un año después del enlace apareció esta imagen, supuestamente Lavinia tuvo un hijo, una niña a la que llamaron Minnie aunque murió a los pocos meses, pero la mayoría piensa que el supuesto bebé fue un truco de Barnum